# Mobile (Kunst)

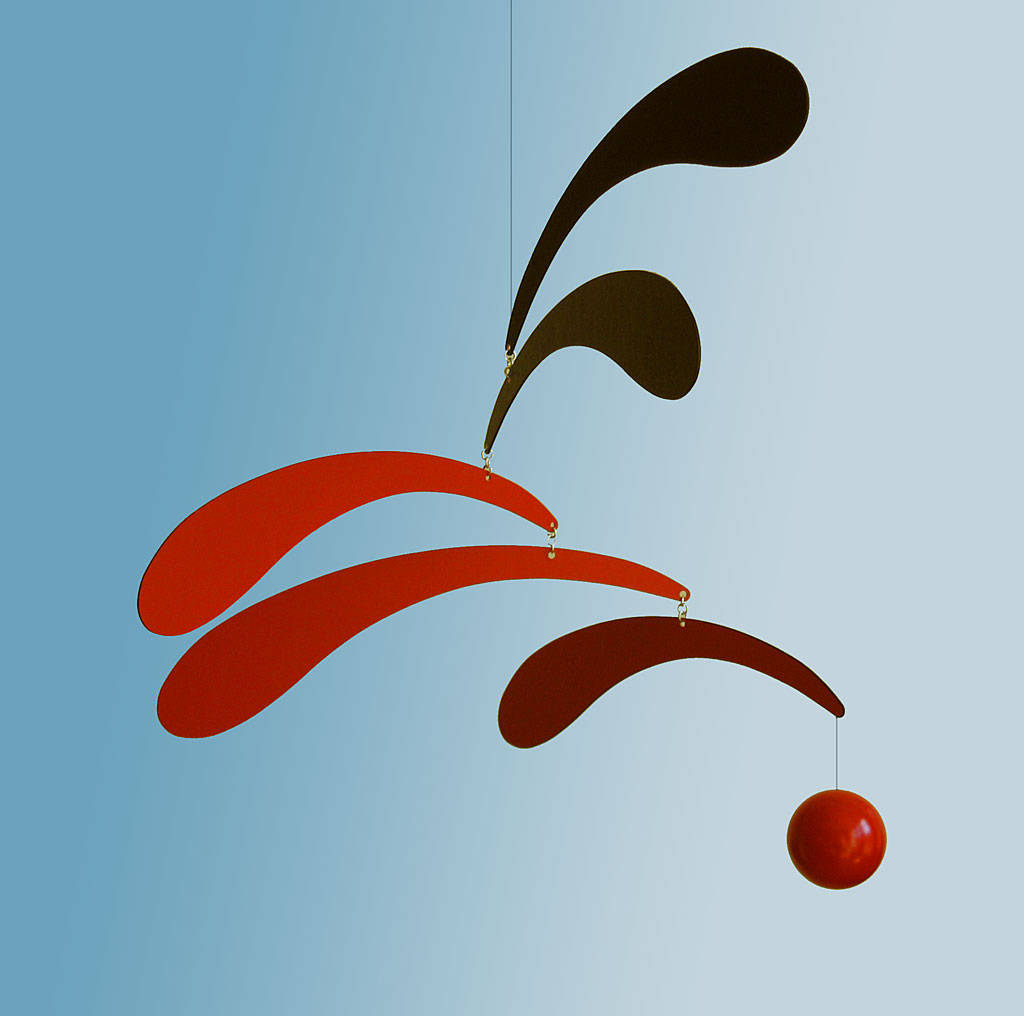
Ein modernes Mobile im Stil von Alexander Calder

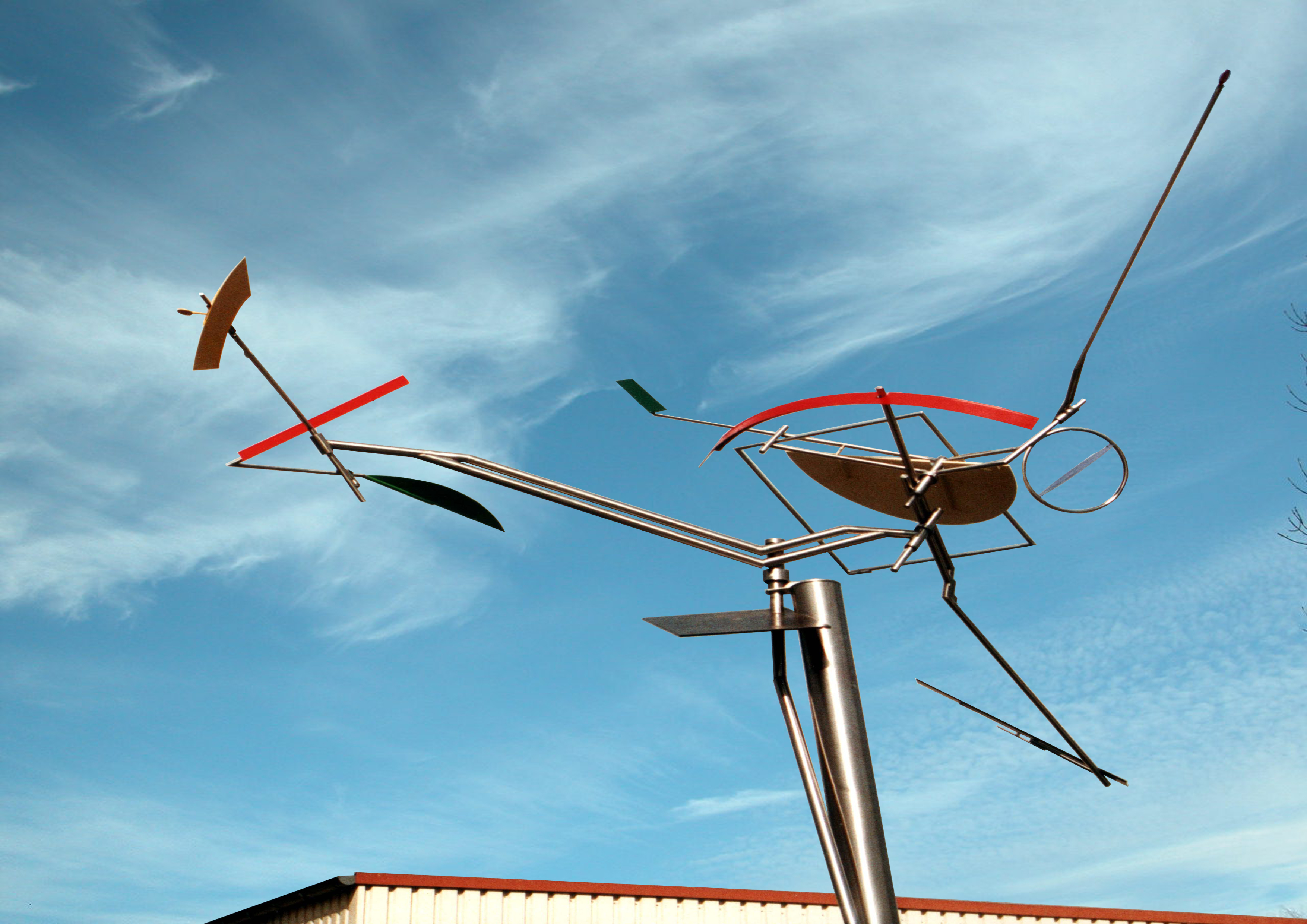
Mobile von Jörg-Tilmann Hinz

Ein Mobile [ˈmoːbiˌleː ⓘ] ist ein frei hängendes, ausbalanciertes, leichtes Gebilde, das schon von schwachem Luftzug in der Art eines Windspiels bewegt wird. Der Begriff stammt aus dem Französischen (Adjektiv: mobile „beweglich, verstellbar, drehbar, lose, fig. lebhaft“, Substantiv: mobile „beweglicher Körper, fig. Motiv, Anlass, Beweggrund, Antrieb“). Die Bezeichnung wurde 1931 von Marcel Duchamp für die Frühwerke von Alexander Calder geprägt. Duchamp hatte schon 1913 den Terminus „mobile“ für sein erstes Ready-made, das Fahrrad-Rad, verwendet und experimentierte seitdem mit Bewegung in seinem vielschichtigen Werk. Somit rechnet man Mobiles zur kinetischen Kunst.
Das Mobile als Kunstform wurde durch Alexander Calder zur Perfektion gebracht. Hier drei Zitate von ihm:

„Ein Mobile ist eine abstrakte Skulptur, die hauptsächlich aus Metallplatten, Stahlrohr, Draht und Holz gemacht ist. Alle oder einige ihrer Bestandteile werden durch Elektromotoren, Wind, Wasser oder von Hand in Bewegung versetzt.“

„Warum nicht plastische Formen in Bewegung? Nicht einfach übersetzte oder rotierende Bewegung, sondern verschiedene Bewegungen von unterschiedlicher Art, Geschwindigkeit und Reichweite untereinander kombiniert, ergeben ein Ganzes. So wie man Farben oder Formen komponieren kann, so kann man auch Bewegungen komponieren.“

„Wenn alles klappt, ist ein Mobile ein Stück Poesie, das vor Lebensfreude tanzt und überrascht.“

## Formen
Alexander Calder schuf Mobiles mit drei verschiedenen Bautypen:
- Mobiles mit Standfuß
- an der Wand befestigte Mobiles
- von der Decke hängende, freischwebende Mobiles (bis heute die populärste Form).

Es gibt kleine, spielerisch anmutende Mobiles, deren Größen von wenigen Zentimetern bis einem Meter variieren, und große Freiluft-Mobiles mit Spannweiten bis zu 20 m. Durch Piet Mondrian, Joan Miró und Fernand Léger angeregt, bevorzugte Calder die Grundfarben Blau, Rot, Gelb und die unbunten Farben Schwarz und Weiß.
Der Künstler Jörg-Tilmann Hinz fertigt große Mobiles aus Stahl, deren Teile nicht aneinander gehängt, sondern mit Hilfe von Lagern fest miteinander verbunden sind.